# حسینیه بهرمان
حسینیه بهرمان مربوط به دوره قاجار است و در بیرجند، خیابان شهید منتظری ـ کوچه پست قدیم واقع شده و این اثر در تاریخ ۱۱ مرداد ۱۳۷۶ با شمارهٔ ثبت ۱۸۷۷ به‌عنوان یکی از آثار ملی ایران به ثبت رسیده است.